# Sân vận động Liên đoàn bóng đá Afghanistan
Sân vận động Liên đoàn bóng đá Afghanistan là một sân vận động bóng đá ở Kabul, Afghanistan. Đây là sân nhà của một số câu lạc bộ thuộc Giải bóng đá ngoại hạng Afghanistan. Sân vận động AFF có sức chứa 5.000 người, có mặt sân cỏ nhân tạo.